# Epicypta bacairisi
Epicypta bacairisi är en tvåvingeart som beskrevs av Lane 1954. Epicypta bacairisi ingår i släktet Epicypta och familjen svampmyggor. Inga underarter finns listade i Catalogue of Life.